# Ти Ви и Новелас (2019)
37º Награди Ти Ви и Новелас (на испански: La XXXVII Entrega de los Premios TVyNovelas) е церемония, на която са наградени най-добрите продукции на компания Телевиса, провела се на 10 март 2019 г. в град Мексико. Водещи на церемонията са Монсерат Оливер и Арат де ла Торе. Теленовелата с най-много номинации е Съпругът ми има по-голямо семейство с 21, следвана от Любов до смърт с 15 номинации.
Големият победител на вечерта е Любов до смърт, продуцирана от Карлос Бардасано, с 14 награди. Същата теленовела е най-награждавана в историята на наградите, надминавайки рекорда на теленовелата Право на любов, продуцирана от Карла Естрада през 1998 г., получила 12 награди от церемонията от 1999 г. Победители в основните категории са Анжелик Бойер и Майкъл Браун съответно за Най-добра актриса в главна роля и Най-добър актьор в главна роля (актриса и актьор от Любов до смърт).
За разлика от предишните издания, на 30 януари 2019 г. е публикуван списък с предложени кандидати, а чрез гласуване в профила на наградите в Instagram публиката решава кои ще бъдат официалните номинирани. Гласуването приключи на 15 февруари. От 18 февруари е публикуван списък с официалните кандидати, за да може отново публиката да избере победителите.

## Обобщение на наградите и номинациите
| Теленовела                          | Номинации | Награди |
| Съпругът ми има по-голямо семейство | 21        | 1       |
| Любов до смърт                      | 15        | 14      |
| Лайк                                | 14        | 1       |
| Дъщери на Луната                    | 12        | 0       |
| Да обичам без закон                 | 9         | 0       |
| Пилотът 2                           | 6         | 0       |
| Шефката на шампиона                 | 2         | 0       |
| Трябваше да си ти                   | 1         | 0       |

## Номинации

### Теленовели
| Най-добра теленовела Представено от:Маите Перони и Себастиан Рули | Най-добър сценарий или адаптация Представено от: Арат де ла Торе и Мансерат Оливер |
| --- | --- |
| - Любов до смърт – (Карлос Бардасано) - Пилотът 2 – (Карлос Бардасано) - Лайк – (Педро Дамян) - Съпругът ми има по-голямо семейство – (Хуан Осорио) - Да обичам без закон – (Хосе Алберто Кастро) | - Леонардо Падрон – Любов до смърт - Алехандро Поленс и Палмира Олгин – Дъщери на Луната - Мария Сервантес Балмори – Лайк - Моника Агудело, Хосе Алберто Кастро, Ванеса Варела и Фернандо Гарсилита – Да обичам без закон - Сантяго Пинеда, Пабло Ферер и Марта Хурадо – Съпругът ми има по-голямо семейство |
| Най-добра актриса в главна роля Представено от: Габриел Сото | Най-добър актьор в главна роля Представено от: Анжелик Бойер |
| - Анжелик Бойер – Любов до смърт - Ливия Брито – Пилотът 2 - Мишел Рено – Дъщери на Луната - Сусана Гонсалес – Съпругът ми има по-голямо семейство - Сурия Вега – Съпругът ми има по-голямо семейство | - Майкъл Браун – Любов до смърт - Арат де ла Торе – Съпругът ми има по-голямо семейство - Карлос Феро – Шефката на шампиона - Даниел Аренас – Съпругът ми има по-голямо семейство - Давид Сепеда – Да обичам без закон |
| Най-добра актриса в отрицателна роля Представено от: Галилеа Монтихо и Инес Гомес Монт | Най-добър актьор в отрицателна роля Представено от: Ливия Брито и Арап Бетке |
| - Клаудия Мартин – Любов до смърт - Барбара Ислас – Съпругът ми има по-голямо семейство - Гретел Валдес – Трябваше да си ти - Илса Понко – Пилотът 2 - Марилус Бермудес – Дъщери на Луната | - Алехандро Нонес – Любов до смърт - Алексис Аяла – Дъщери на Луната - Херман Брако – Съпругът ми има по-голямо семейство - Хулиан Хил – Да обичам без закон - Оскар Швебел – Лайк |
| Най-добра първа актриса Представено от: Сара Малдонадо и Карлос Феро | Най-добър пръв актьор Представено от: Макарена Ачага и Хуан Карлос Барето |
| - Ракел Гарса – Любов до смърт - Кармен Салинас – Съпругът ми има по-голямо семейство - Синтия Клитбо – Дъщери на Луната - Диана Брачо – Съпругът ми има по-голямо семейство - Исела Вега – Лайк | - Алексис Аяла – Любов до смърт - Гилермо Гарсия Канту – Да обичам без закон - Омар Фиеро – Дъщери на Луната - Патрисио Кастийо – Съпругът ми има по-голямо семейство - Рафаел Инклан – Съпругът ми има по-голямо семейство |
| Най-добра актриса в поддържаща роля Представено от: Андреа Легарета и Хулиан Хил | Най-добър актьор в поддържаща роля Представено от: Алтаир Харабо и Давид Сепеда |
| - Макарена Ачага – Любов до смърт - Алтаир Харабо – Да обичам без закон. - Габриела Платас – Съпругът ми има по-голямо семейство - Жералдин Галван – Дъщери на Луната - Лаура Вигнати – Съпругът ми има по-голямо семейство                                                                              | - Артуро Барба – Любов до смърт - Хосе Мария Торе – Да обичам без закон - Хосе Пабло Минор – Съпругът ми има по-голямо семейство - Марио Моран – Дъщери на Луната - Родриго Мурай – Лайк |
| Най-добра млада актриса Представено от: Гретел Валдес и Алехандро Нонес | Най-добър млад актьор Представено от: Синтия Уриас и София Ескобоса |
| - Барбара Лопес – Любов до смърт - Але Мюлер – Лайк - Хаде Фрасер – Съпругът ми има по-голямо семейство - Макарена Гарсия – Лайк - Роберта Дамян – Лайк | - Сантяго Ачага – Лайк - Карлос Саид – Лайк - Емилио Осорио – Съпругът ми има по-голямо семейство - Гонсало Пеня – Любов до смърт - Маурисио Абад – Лайк |
| Най-добър оператор Представено от: Арат де ла Торе и Монсерат Оливер | Най-добър режисьор Представено от: Сусана Гонсалес и Раул Араиса |
| - Маурисио Мансано и Марта Монтуфар – Съпругът ми има по-голямо семейство - Бернардо Нахера и Маурисио Мансано – Да обичам без закон - Габриел Васкес Булман и Хесус Нахера – Дъщери на Луната - Вивиан Санчес и Даниел Ферер – Лайк - Уалтер Доенер, Виктор Ерера и Луис Родригес – Шефката на шампиона | - Роландо Окампо – 'Пилотът 2 и Любов до смърт - Франсиско Франко, Хуан Пабло Бланко и Аурелио Авила – Съпругът ми има по-голямо семейство - Луис Пардо и Елои Гануса – Лайк - Салвадор Санчес и Алехандро Гамбоа – Дъщери на Луната |
| Най-добър екип Представено от: Мариана Торес и Хосе Рон | Най-добра музикална тема Представено от: Мане де ла Пара, Мишел Рено и Поло Морин |
| - Любов до смърт – (Карлос Бардасано) - Дъщери на Луната – (Никандро Диас Гонсалес) - Пилотът 2 – (Карлос Бардасано) - Съпругът ми има по-голямо семейство – (Хуан Осорио) - Да обичам без закон – (Хосе Алберто Кастро)                                                                                 | - „Me muero“; Изпълнител и автор: Карлос Ривера – Любов до смърт - „Buena vida“. Изпълнители: Нати Наташа и Деди Янки. Автор: Мануел Рамос – Пилотът 2 - „Este movimiento“. Изпълнител: Like. Автор: Роберта Дамян – Лайк - „Tengo“. Изпълнител: Тимбириче. Автори: Херардо Лопес Сото, Едуардо Санчес де Тагле, Сесар Еухенио Сега и Паоло Стафенони – Дъщери на Луната. - „Tú eres la razón“. Изпълнители: Los Fontana & Маргарите ла Диоса де ла Кумбия. Автори: Хорхе Едуардо Мургия и Маурисио Ариага – Съпругът ми има по-голямо семейство |

### Предавания
| Най-добро развлекателно предаване Представено от: Рената Нотни и Хосе Мария Торе                                                                                                 | Най-добро ограничено предаване Представено от: Марилус Бермудес и Алехандро Калва                                                                            |
| --- | --- |
| - Розата на Гуадалупе – Мигел Анхел Ерос - Como dice el dicho – Хеновева Мартинес - Без страх от истината – Рубен Галиндо                                                        | - Montse y Joe – Ракел Роча - Con permiso – Хуан Хосе Орихел - Game Time – Йорди Росадо - Miembros al aire – Едуардо Суарес - Netas divinas – Хавиер Лабрада |
| Най-добра комедия Представено от: Емилио Осорио и Хоакин Бодони | Най-добра забавна програма Представено от: Клаудия Мартин и Роберто Паласуелос                                                                               |
| - Nosotros los guapos – Гилермо дел Боске - 40 y 20 – Густаво Лоса - La Parodia – Рейналдо Лопес - Simón dice – Педро Ортис де Пинедо - Vecinos – Елиас Солорио                  | - Hoy – Магда Родригес - Cuéntamelo ya! – Нино Канун - Intrusos – Кармен Армендарис - Más noche – Исраел Хайтович                                            |
| Най-добро реалити Представено от: Ирина Баева и Алексис Аяла | |
| - Me caigo de risa – Едуардо Суарес - La Voz – Мигел Анхел Фокс - Mira quién baila – Рейналдо Лопес - Reto 4 elementos – Франк Шеуерман - Todo queda en familia – Едуардо Суарес | |

## Специални награди
- Признание за Вероника Кастро за нейната 40-годишна артистична кариера от списание TVyNovelas.[6][2]

## Изпълнения
- „Brillarás“, изпълнител Маите Перони.
- „Nunca es suficiente“, изпълнител Лос Анхелес Асуелес.
- „Sería más fácil“ и „Me muero“, изпълнител Карлос Ривера.
- „Vas a recordarme“ и „Me lloras“, изпълнител Глория Треви.